# 遠軽演習場

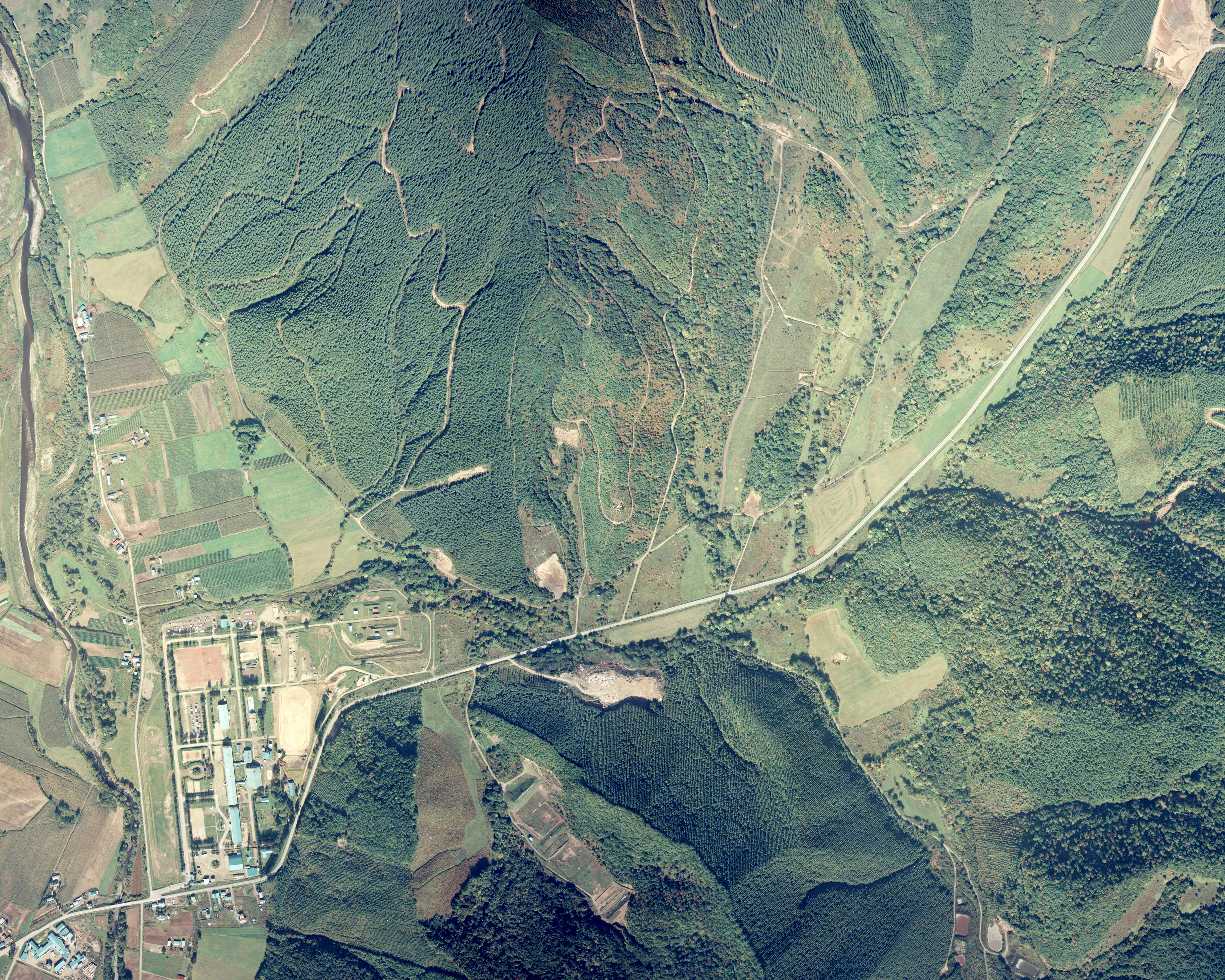
遠軽演習場周辺の空中写真。1977年10月3日撮影の3枚を合成作成。。

遠軽演習場（えんがるえんしゅうじょう）は、陸上自衛隊が北海道紋別郡遠軽町に設置している演習場である。面積108.2万平方メートル。

## 概要
- 陸上自衛隊遠軽駐屯地に隣接している。道路を挟んだ向かい側には射撃場が設置されている。
- 演習場内には心臓破りの坂と呼ばれる急な登り坂がある。
- 主に遠軽駐屯部隊が訓練に使用する。